# Franck Gross
Franck Gross  (15 de septiembre de 1957) es un expiloto de velocidad y de resistencia francés, donde fue campeón de la Bol d'Or de 1980.

## Biografía
Gross siembre sus primeros éxitos al proclamarse campeón del Critérium 125 cc en 1975 con dos victorias en Linas-Montlhery y Dreux en el circuito de Bois-Guyon y también consiguió una victoria de 250 cc en el circuito Bugatti. El año siguiente, sigue aumentando sus éxitos nacionales con las victorias de la Copa Motobecane en el preludio del Gran Premio de Francia en el circuito Bugatti, la 4e manche motobécane Zone Nord en ese mismo circuito en mayo, entre otros. En la temporada 1977, sigue consiguiendo victorias en el calendario francés e intentaría su primera incursión en el Campeonato del Mundo de Motociclismo compitiendo en el la carrera de 250cc del Gran Premio de Francia, aunque no logra calificarse.  
En 1978, termina tercero de la carrera de las F2 de 250cc en el campeonato nacional y ya en 1979 consigue finalmente participar en una carrera del Mundial en el Gran Premio de Alemania de 250 cc. En 1980 disputa buena parte del campeonato Mundial de los 500 cc con una Suzuki RG privada. Participa en cuatro carreras aunque no consiguió puntuar en ninguna de ellas.
En 1980, Gross sustituye al fallecido Jean-Bernard Peyre en el equipo de resistencia Suzuki en Campeonato Mundial de Resistencia. Su compañero sería Pierre-Étienne Samin y el debut de ambos sería impecable al conseguir la victoria en la Bol d'Or. A sus 23 años, Gros se convertiría en el ganador más joven en ganar la Bol d'Or.
En 1981, volvería al Mundial en la categoría de 500cc y sumara sus dos primeros puntos del Mundial al colarse en el noveno puesto de la carrera del Gran Premio de Finlandia lo que le valdrá la 23.ª posición en la clasificación final del campeonato mundial de 500 cc. El año siguiente, consigue su único podio en el Mundial. En el Gran Premio de Francia terminará segundo en la carrera de 500cc por detrás de Michel Frutschi, después del boicot de los pilotos fábricas que no participa en esta carrera. Con este resultado, acabó en la posición 17 de la clasificación general. Paralelamente, continuará su aventura en la resistencia y acaba tercero en la Bol d'Or junto a Pierre Bolle y Arnaud de Puniet. En 1983, sufrió una caída de la Bol d'Or mientras iba liderando la carrera y disputa algunas carrera del Mundial de 500cc. En 1984 (su última temporada en activo) la acabaría sin resultados destacables.

## Resultados en el Campeonato del Mundo
Sistema de puntuación desde 1969 hasta 1987:
| Posición | 1.º | 2.º | 3.º | 4.º | 5.º | 6.º | 7.º | 8.º | 9.º | 10.º |
| Puntos   | 15  | 12  | 10  | 8   | 6   | 5   | 4   | 3   | 2   | 1    |

#### Carreras por año
| Año  | Categoría | Equipo    | 1     | 2     | 3       | 4       | 5       | 6       | 7       | 8       | 9       | 10      | 11      | 12      | 13      | 14      | Pts. | Pos. |
| ---- | --------- | --------- | ----- | ----- | ------- | ------- | ------- | ------- | ------- | ------- | ------- | ------- | ------- | ------- | ------- | ------- | ---- | ---- |
| 1977 | 250cc     | Yamaha TZ | VEN - |       | GER -   | NAT -   | ESP -   | FRA DNQ | YUG -   | NED -   |         | SWE -   | FIN -   | CZE -   | GBR -   |         | 0    | -    |
| 1979 | 250cc     | Yamaha    | VEN - |       | GER Ret | NAT -   | ESP -   | YUG -   | NED -   | BEL -   | FIN -   | GBR -   | CZE -   | FRA -   |         |         | 0    | -    |
| 1979 | 500cc     | Suzuki    | VEN - | AUT - | GER -   | NAT -   | ESP -   | YUG 11  | NED -   | BEL -   | FIN -   | GBR -   | CZE -   | FRA Ret |         |         | 0    | -    |
| 1980 | 500cc     | Suzuki    | NAT - | ESP - | FRA 24  | YUG -   | NED -   | BEL Ret | FIN 11  | GBR DNQ |         | GER Ret |         |         |         |         | 0    | -    |
| 1981 | 500cc     | Suzuki    | ARG - |       | GER -   | NAC DNQ | FRA DNQ |         | YUG 15  | NED DNQ | BEL Ret | RSM -   | GBR DNQ | FIN 9   | SUE DNQ |         | 2    | 23.º |
| 1982 | 500cc     | Suzuki    | AUT - | GER - | FRA 2   | ESP 16  | NAC 13  | NED -   | BEL Ret | YUG 17  | GBR Ret | SUE -   |         |         | RSM -   | GER Ret | 12   | 17.º |
| 1983 | 500cc     | Suzuki    | RSA - | FRA - | NAC -   | ALE -   | ESP -   | AUT -   | YUG 16  | NED Ret | BEL 14  | GBR 18  | SUE -   | RSM 19  |         |         | 0    | -    |
| 1984 | 500cc     | Suzuki    | RSA - | NAC - | ESP Ret | AUT Ret | ALE 18  | FRA Ret | YUG Ret | NED -   | BEL 12  | GBR -   | SUE -   | RSM -   |         |         | 0    | -    |

| Color     | Resultado                                                               |
| --------- | ----------------------------------------------------------------------- |
| Oro       | Ganador                                                                 |
| Plata     | 2.ª plaza                                                               |
| Bronce    | 3.ª plaza                                                               |
| Verde     | Finalizó en los puntos                                                  |
| Azul      | Finalizó sin puntos                                                     |
| Azul      | NC - No clasificado                                                     |
| Violeta   | Ret - No terminó (Carrera)                                              |
| Rojo      | DNQ - No se clasificó                                                   |
| Negro     | DSQ - Descalificado                                                     |
| Blanco    | DNS - No empezó (carrera)                                               |
| Blanco    | WD - Retirado (fin de semana)                                           |
| Blanco    | C - Carrera cancelada                                                   |
| Sin color | DNP - Inscrito pero no participó                                        |
| Sin color | INJ - Lesionado                                                         |
| Sin color | EX - Excluido                                                           |
| Estado    | Resultado                                                               |
| Negrita   | Pole position                                                           |
| Cursiva   | Vuelta rápida                                                           |
| †         | Abandona, pero clasifica al completar el porcentaje requerido para ello |